# Jesualdo Ferreira
Pour les articles homonymes, voir Ferreira.
Jesualdo Ferreira, de son vrai nom Manuel Jesualdo Ferreira, est un entraîneur de football portugais. Il est né à Mirandela au Portugal le 24 mai 1946.

## Carrière
Il entraîne de nombreux clubs portugais, dont le Sporting de Braga avec lequel il a d'excellents résultats.
En 2006, alors qu'il vient de signer un contrat de deux ans avec Boavista, il est appelé pour remplacer Co Adriaanse, alors entraîneur du FC Porto, qui est licencié à la suite d'une rupture de confiance entre le club et le staff technique.
Il remporte en 2007 le championnat national avec le FC Porto. Il confirme l'année suivante, lors de la saison 2007-2008 en remportant un 2d titre de champion du Portugal. Malgré ses échecs en Supercoupe du Portugal ainsi qu'en finale de la Coupe du Portugal (les deux trophées étant perdus face au Sporting), ainsi qu'en Ligue des champions face au club allemand de Schalke 04, son contrat est reconduit pour une saison supplémentaire. Il est remercié au terme de la saison 2009-2010.
À partir de novembre 2010, il entraîne l'équipe du Panathinaïkos. Le 14 novembre 2012, il est démis de ses fonctions.
Le 8 janvier 2013, il devient l'entraîneur du Sporting Clube de Portugal. Le 20 mai 2013, il est remplacé par Leonardo Jardim. Le 29 mai 2013, Jesualdo Ferreira effectue son retour sur le banc du Sporting Clube de Braga en signant un contrat portant sur 3 saisons.

## Palmarès
FC Porto
- Championnat du Portugal : 2007, 2008 et 2009
- Coupe du Portugal : 2009 et 2010
- Supercoupe du Portugal : 2009

 Zamalek SC
- Championnat d'Égypte de football

2015 et 2022
- Coupe d’Égypte

2015 (en) et 2021 (en)
 Al Sadd
- Championnat du Qatar de football

2019
- Coupe du Qatar : 2017
- Coupe Crown Prince de Qatar : 2017
- Supercoupe du Qatar : 2017